# 717

## Události
- v Damašku byla dostavěna Umajjovská mešita
- Arabové za Umajjovského kalifátu v zimě podruhé oblehli Konstantinopoli, obležení trvalo do roku 718 a bylo neúspěšné. Tím byl arabský-islámský postup směrem na severozápad fakticky ukončen, neboť zdroje kalifátu byly zcela vyčerpané.

## Hlavy států
- Papež – Řehoř II. (715–731)
- Byzantská říše – Theodosios III. – Leon III. Syrský
- Franská říše
  - Neustrie & Burgundsko – Chilperich II. (715–721)
  - Austrasie – Chilperich II. (715–717) » Chlothar IV. (717–720) + Karel Martel (majordomus) (717–718)
- Anglie
  - Wessex – Ine
  - Essex – Saelred + Swaefbert
  - Mercie – Æthelbald
  - Kent – Withred
- První bulharská říše – Tervel